# Mars Science Laboratory

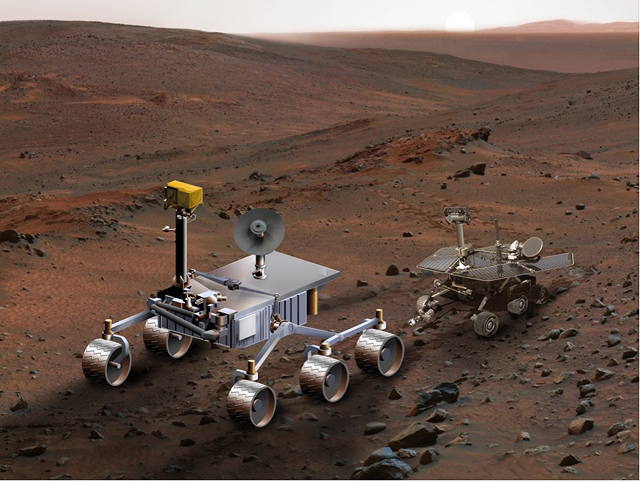
Az MSL (balra) méretarányos összehasonlítása a korábbi Mars Exploration Roverrel (jobbra)

A Mars Science Laboratory nevű NASA küldetés célja, hogy eljuttassa a Marsra a Curiosity nevű (jelentése: kíváncsiság) marsjárót, amely az elődeihez képest nagyobb méretű, és radioizotópos termoelektromos generátorral (RTG) üzemel. Az űrszonda 2011. november 26-án indult, és nyolc és fél hónap alatt érte el a Marsot, ahol a tervek szerint egy marsi évig (2 földi évig) üzemel. A Mars felszínén kémiai és biológiai vizsgálatokat végez, feladata a marsi élet keresése, a bolygó légkörének és geológiájának tanulmányozása, valamint az emberes Mars-repülések előkészítése.

## Küldetés
A MSL 2011. november 26-án indult egy 541-es Atlas V rakétával. 44 perccel később már bolygóközi pályán volt. Európai idő szerint 2012. augusztus 6-án kora reggel szállt le a Marsra, ahol a tervek szerint legalább egy marsi évig (23 földi hónap) dolgozik. 2008 novemberében az eredetileg tervezett mintegy negyven lehetséges leszállóhelyet leszűkítették négyre (Eberswalde kráter, Holden kráter, Gale-kráter és Mawrth völgy), majd végül a Gale-kráterre esett a választás.

### Tudományos célok
- Biológiai célok
  - A Mars felszínén található szerves molekulák mennyiségének és felépítésének meghatározása
  - Az élet szempontjából fontos egyéb elemek előfordulásának meghatározása
  - Életjelek keresése
- Geológiai és geokémiai célok
  - Felszíni és felszínközeli anyagok kémiai, izotópos és ásványtani anyagmeghatározása
  - A kőzeteket és a talajt alakító folyamatok értelmezése
- A bolygót alakító folyamatokkal kapcsolatos célok
  - Nagy időtartamú légköri folyamatok kutatása
  - A víz és a szén-dioxid jelenlegi eloszlásának, állapotának és körzésének felmérése
- A felszíni sugárzással kapcsolatos célok
  - A felszíni sugárzás mérése: a galaktikus kozmikus sugárzás, valamint a Napproton és Napneutron-sugárzás mérése.[11]

### Tudományos eredmények
- A Marson valamikor léteztek az élethez szükséges feltételek.
- Szerves szénmolekulákat találtak a marsi sziklákban.
- Jelenlegi aktív metán jelenléte a légkörben. A metán mennyisége két hónap alatt a tízszeresére nőtt.
- A felszínen mérhető sugárzás a NASA által (hosszú távon) elfogadhatónak tartott érték fölött van. Ezek egyik forrása a galaktikus kozmikus sugárzás, a másik a Napból eredő, nagy energiájú részecskék.
- Sűrűbb légkör és több víz jelenléte a Mars régmúltjában.[12]

## Felépítése

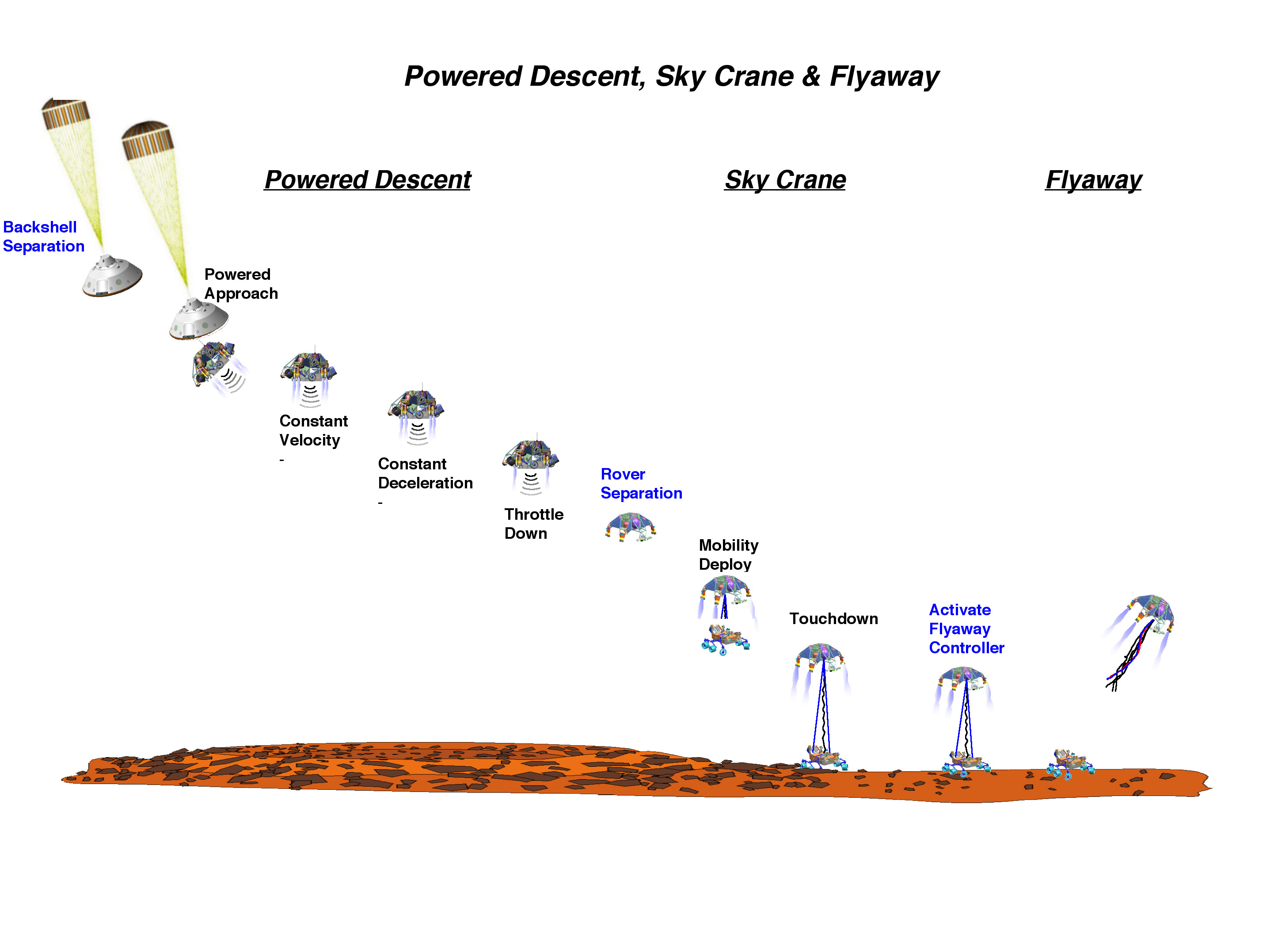
Az MSL leszállásának tervezett menete

Az űrszonda elődeinél lényegesen pontosabban, 10 kilométer átmérőjű ellipszisen belül szállt le (a korábbi Mars-küldetéseknél ennek mérete 150 km nagyságrendű volt). A nagy sebesség és tömeg miatt 4,5 m átmérőjű hőpajzsos fékezés után kb. 1600 km/h-ra lassulva kinyílt a szuperszonikus ejtőernyő, legvégül az égi-daru-nak nevezett berendezés fékezőrakétákkal tovább lassította a szondát és puhán letette a Mars felszínére. Az égi-daru egy fékezőrakétákkal ellátott platform, melyen a marsjáró kábeleken lógott és amikor a felszínt elérte, akkor a kábelek leoldása után, kicsit odébb repülve a felszínbe csapódott. A módszer kockázata az volt, hogy mivel a rover a kerekeivel éri el először a felszínt, és ha a leszállás keményre sikerül, a futómű megsérülhetett volna, továbbá, hogy ezt a leszállási módszert addig nem alkalmazták.

### Műszerek

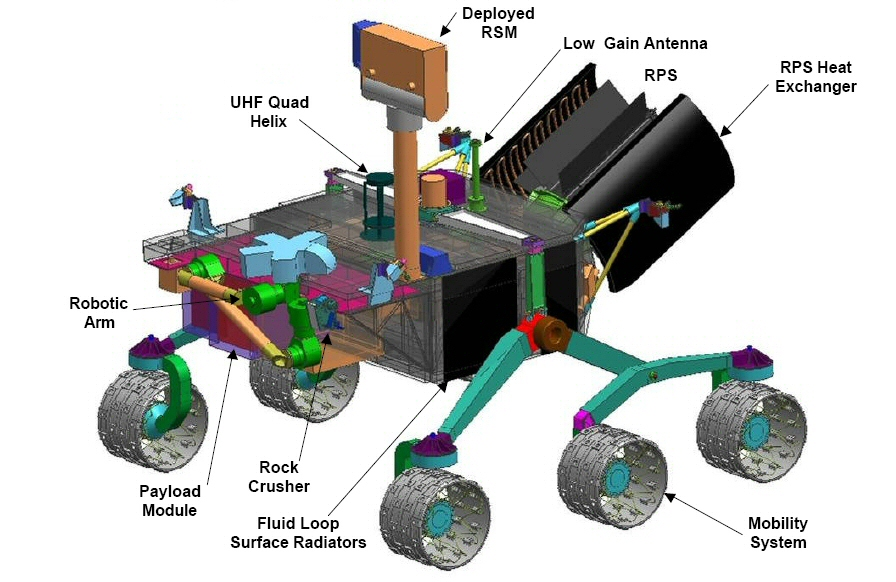
Az MSL tervezett felépítése

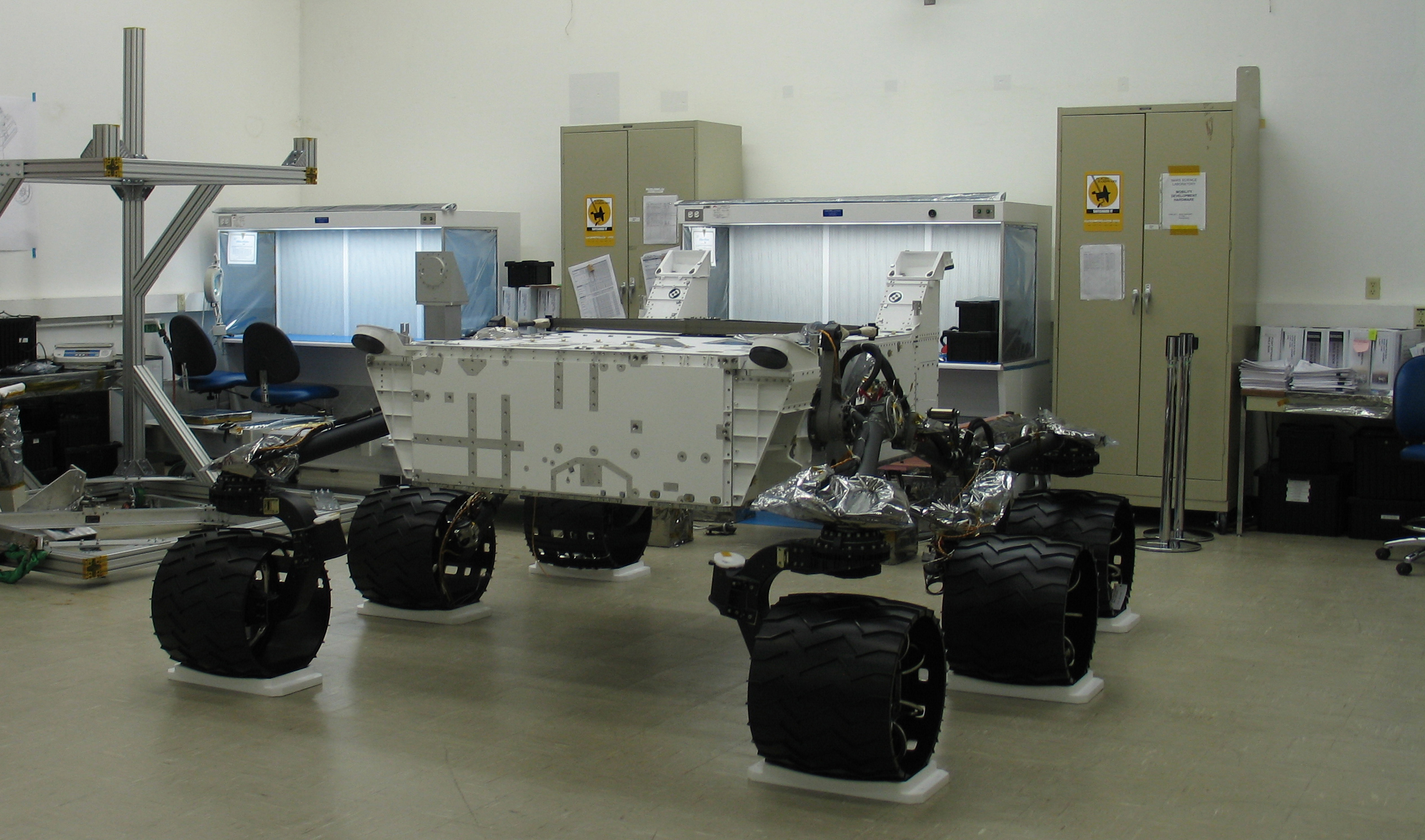
Az MSL épülő alváza a JPL-ben

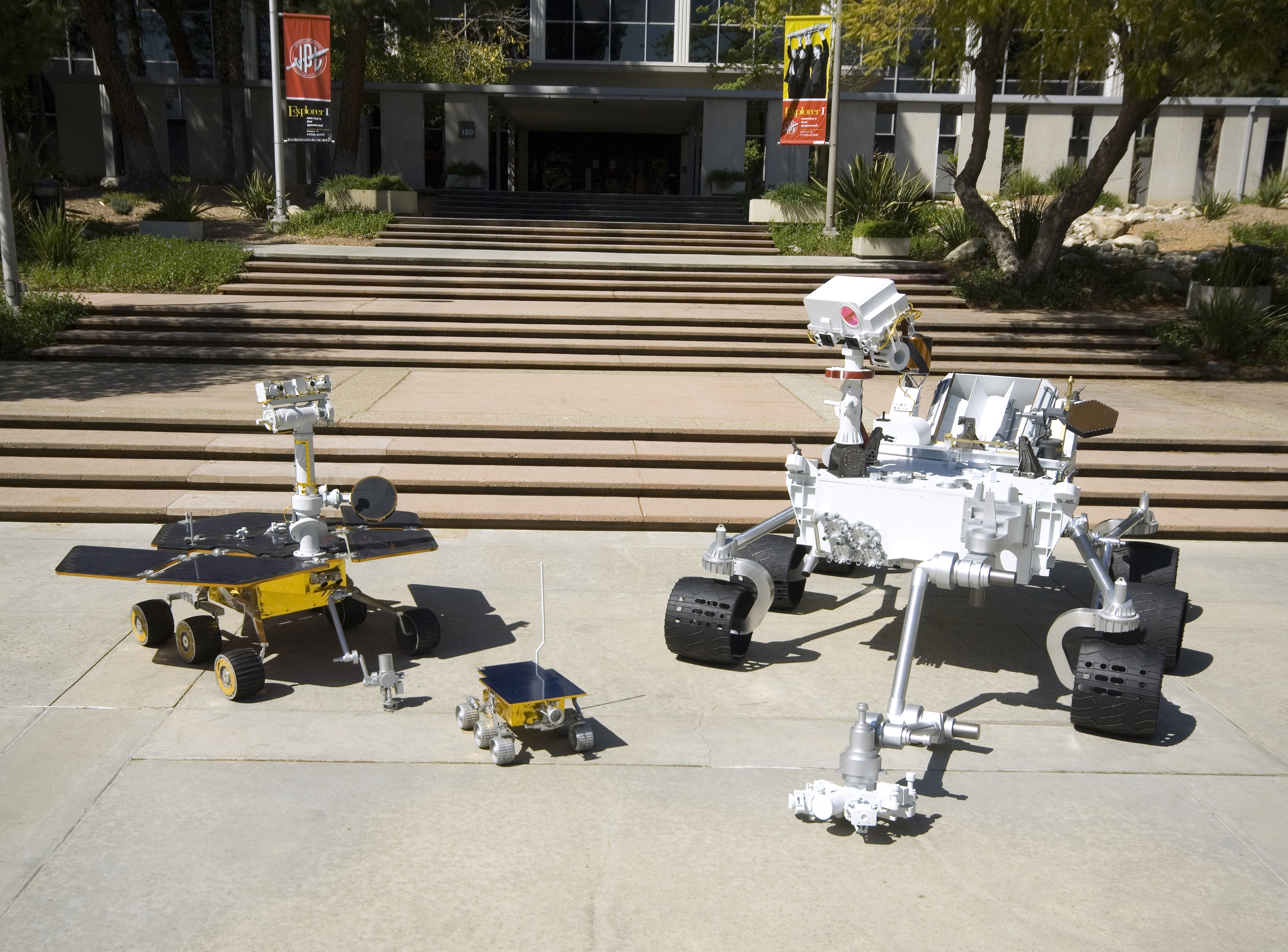
A Mars Exploration Rover, a Sojourner és a Mars Science Laboratory makettjei a Jet Propulsion Laboratory épülete előtt

- Árbócra szerelt kamera (Mars Science laboratory Mast Camera, MastCam)[15]
- Nagyítós fényképező berendezés (Mars Hand Lens Imager, MAHLI)[16]
- Röntgendiffrakciós kémiai és ásványtani műszer (Chemistry & Mineralogy X-Ray Diffraction, CheMin)[17]
- Lézeres kémiai távérzékelő és mikrofényképező (The Laser-Induced Remote Sensing for Chemistry and Micro-Imaging, ChemCam)[18]
- Minta-analizáló berendezés (Sample Analysis at Mars Instrument Suite, SAM)[19]
- Sugárzásmérő detektor (Radiation Assessment Detector, RAD)[20]
- A neutronok visszaverődését mérő műszer (Dynamic Albedo of Neutrons, DAN) – Az Orosz Űrügynökség fejlesztette ki. A talajt neutronokkal sugározzák be, és mérik a visszavert neutronsugárzás energia-eloszlását. A hidrogénatomok magja a neutronok mozgási energiájának egy részét elnyeli, míg a nehezebb atommagokról a neutronok változatlan energiával visszapattannak. Így az alacsony energiájú neutronok arányából következtethetnek a talajban lévő hidrogénatomok (és ezen keresztül az őket tartalmazó víz) arányára, mintegy fél méteres mélységig. A műszer 0,1%-os víztartalmat is képes kimutatni. Korábban hasonló műszer repült a Mars Odyssey-n és a Lunar Prospectoron is, ezek azonban a kozmikus sugárzás neutronjainak visszaverődését mérték.[21][22]
- Környezetfigyelő állomás (Rover Environmental Monitoring Station, REMS)[23]
- Alpha-Particle-X-ray-Spectrometer
- Mars Descent Imager[24]

## A projekt finanszírozási nehézségei és csúszása
A program jelentős, több mint 30%-os költségtúllépéssel küzdött, és a műszaki problémák miatt 2009 helyett 2011-ben indult útnak. A NASA 2008 őszi döntése szerint felgyorsították volna a fejlesztést, még további többletköltségek árán is, azonban 2008 decemberében mégis az indítás 2011-re halasztása mellett döntöttek. Elsősorban a szonda futóművének fejlesztése volt késésben, ez pár hét késést okozott, emiatt viszont a szonda sem készülhetett el a 2009-es indítási ablak becsukódásáig. A további csúszás újabb 400 millióval (ez önmagában majdnem annyi, mint a Phoenix űrszonda költségvetése), 2,2 milliárd amerikai dollárra növelte a program költségeit, ami miatt más bolygókutató programoktól kellett pénzt elvonni, valószínűleg emiatt a Juno űrszonda indítása több éves késést szenvedett. A két év késés problémákat okozhat az MSL-lel való kommunikációban, a 2012-es érkezésig a bolygó körül keringő összes orbiter öt-tízéves, és nem volt biztos, hogy még működnek; a kifejezetten erre a célra kifejlesztett Mars Telecommunications Orbitert pedig törölték. Így lehet, hogy csak az MSL felszíni egységén keresztül, sokkal kisebb adatátviteli sebességgel lehet a szondával kommunikálni.

## A menetrend tervezési elve
A Mars 2012. március 3-án volt földközelségben (oppozícióban), azóta távolodik. A távközlési eszközöknek ezt a távolságot kell átfogniuk. Ugyanakkor a Curiosity tevékenységének java része olyan időpontra esik, amikor a Mars sokkal közelebb van a Földhöz (2014 áprilisában 0,621 CsE). 2013. április 18-án felső konjuncióban (szembenállásban), tehát a lehető legtávolabb állt.

## A leszállóhely kiválasztása
Több mint 50 potenciális leszállóhelyet vizsgáltak meg a legjobb kiválasztása céljából. A helyszín kiválasztásában mintegy 400 tudós vett részt, akik különböző tudományos szempontokat fogalmaztak meg. A viták öt éven át folytak. A lehetséges helyszínek számát először hétre, majd négyre csökkentették, amiket egyenként megvizsgáltak, ezt 2008 szeptemberében végezték el. A négy helyszín: Eberswalde, Gale, Holden és Mawrth. A leszállás megtervezésével foglalkozó csoport több ezer leszállási szimulációt hajtott végre, és mind a négy helyszín megfelelő volt. Az új leszállási rendszernek köszönhetően a leszállás valószínű helyének mérete egy 20 km × 7 km méretes ellipszis volt, ami ötödrésze a korábbi Mars-küldetések leszállási területeinek. Így a rover a geológiailag érdekes hely közelében szállhatott le. Tudományos szempontból igen fontos célpontnak számított a Mount Sharp, azonban ez a lehetséges leszállási helytől 20 km távolságban volt, amit a rover a csigatempójú sebességével egy év alatt tudna elérni. A NASA főhadiszállása gyorsan akart tudományos eredményeket felmutatni, mivel szerintük fennállt a veszélye annak, hogy a rover nem is működik olyan sokáig, hogy a célul kitűzött Mount Sharp alapjait elérje. Ezért a Gale-kráterre esett a választás.
A leszállási hely kiválasztásának szempontjai:
- legfeljebb 30° távolság a marsi egyenlítőtől a szélsőségesen hideg klíma elkerülése miatt
- legfeljebb 1 km-es átlagos szint feletti magasság - hogy a leszállóegység légkörben való lefékeződésére minél minél több idő álljon rendelkezésére
- a környék lejtői legfeljebb 15°-osak legyenek
- ne legyenek 0,5 méternél nagyobb sziklák
- ne legyen jellemző az erős szél, ami éjszaka túlságosan lehűthetné a szondát
- kevés szakadék és sziklacsúcs
- ne legyen túl sok por, ami megzavarhatná a leszállóradart, illetve amiben a rover később elsüllyedhetne

Elsősorban olyan hely kikeresése volt a cél, amelynek geológiája mikroorganizmusok életfenntartására alkalmas lehetett; a második követelmény az volt, hogy a terep a Curiosity számára könnyen megközelíthető legyen; harmadsorban közel legyen olyan vidékhez, ami széles körű tudományos kísérletek elvégzését érdemli, így víz jelenlétére, vagy egykori jelenlétére mutató jeleket kerestek (például kristályvizet tartalmazó kövületeket); olyan terepet, amelyet a robot kis nehézséggel elérhet; és kedvező éghajlati viszonyokkal rendelkezik.

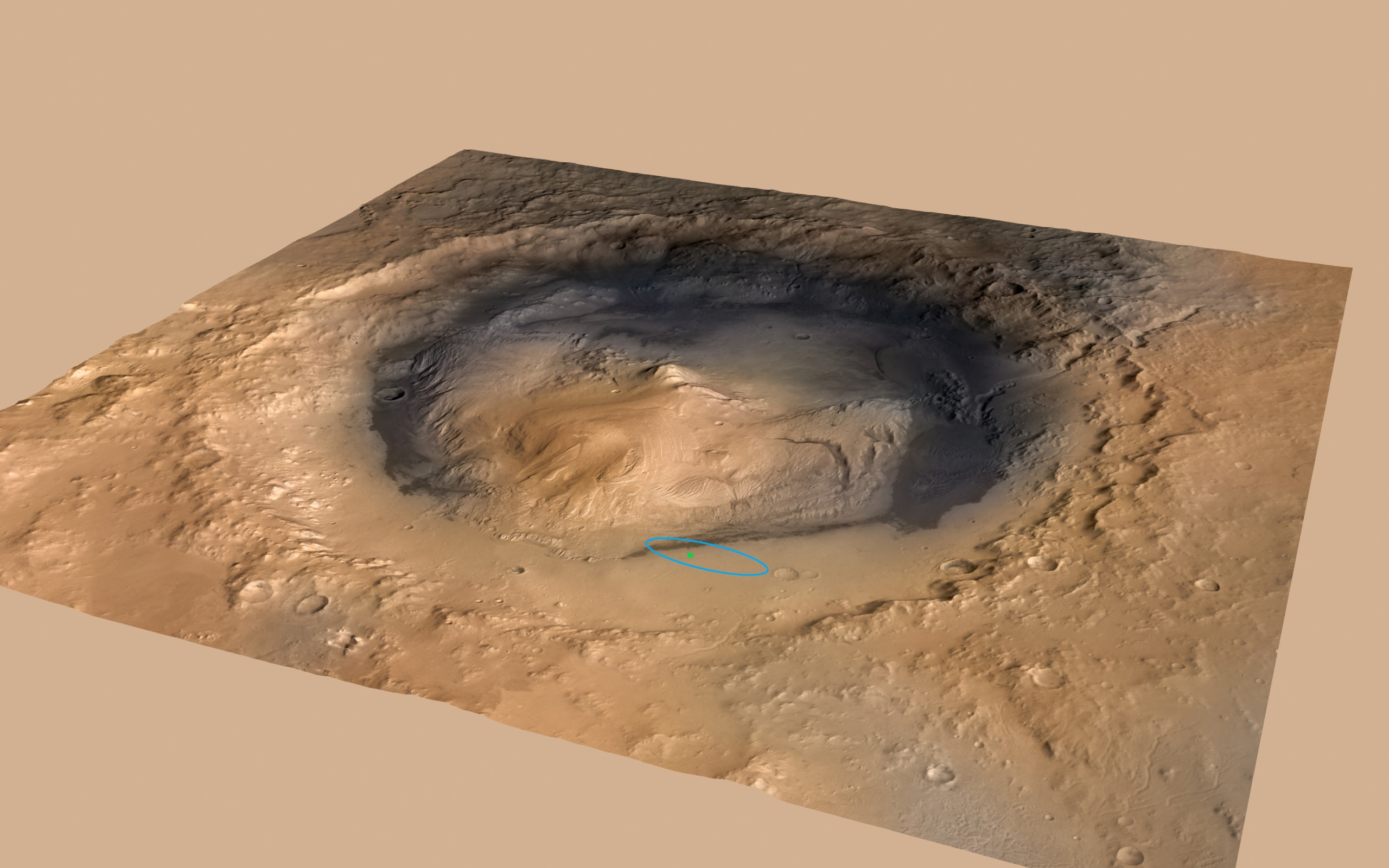
Az Aeolis Mons csúcs a kráter közepén látható. Halvány zöld pontocska </font color> mutatja a Curiosity Rover leszállási pontját az Aeolis Paluson a kráter peremén a csúcstól északi irányban. Figyelem, ez a képen lefelé van (Wikipedia Commons)

Az Ebersvale kráterben egy kiszáradt folyódelta jelenléte, a Holden kráterben egy kiszáradt tó maradványai, a Mawrth Vallis helyen egy nagy áradás során létrejött hatalmas hasadék nyoma volt vonzó, de a programtervezők legvonzóbbnak a marsi egyenlítőtől kissé délre fekvő Gale krátert ítélték, annak területén látható szedimentációból (geológiai lerakódásból) eredő rétegzett 5,5 km magas hegye miatt. A tervezőcsoport 2011. július 22-én jelentette, hogy választásuk erre esett.
A Gale kráter leszállási pontját a kutatók egyhangúlag Bradbury helynek nevezték el Ray Bradbury amerikai sci-fi-íróról, aki számos témájául a Marsot választotta. A legnevezetesebb könyve a Marsbéli Krónikáknak nevezett elbeszélés-gyűjtemény, ami az 1940-es évektől kezdve jelent meg. Az író közeli kapcsolatban volt a marsi kutatást tervező csoporttal, de nem érte meg a leszállást, mert 91 éves korában, kb. két hónappal a Curiosity érkezte előtt elhalálozott.

## A bolygón tartózkodás története

### Leszállás
A leszállás előtt kilenc és fél órával (2012. augusztus 5-én 22 óra, CET) 133 000 km-re volt a Mars felszínétől. Távolsága a Földtől 247 millió kilométer (a bolygó közeledik a felső együttálláshoz). A megtett pályaív hossza: 566 millió kilométer (rövidebb a Hohmann-ellipszisnél). A leszállás sikeres volt, az első képek a felszínről perceken belül megérkeztek.
A NASA irányítócsoport nagy lelkesedéssel fogadta, hogy Curiosity csak mintegy 2,4 km távolságra ért talajt a tervezett 20 km x 7 km-es ellipszis középpontjától.

#### A leszállás fázisai

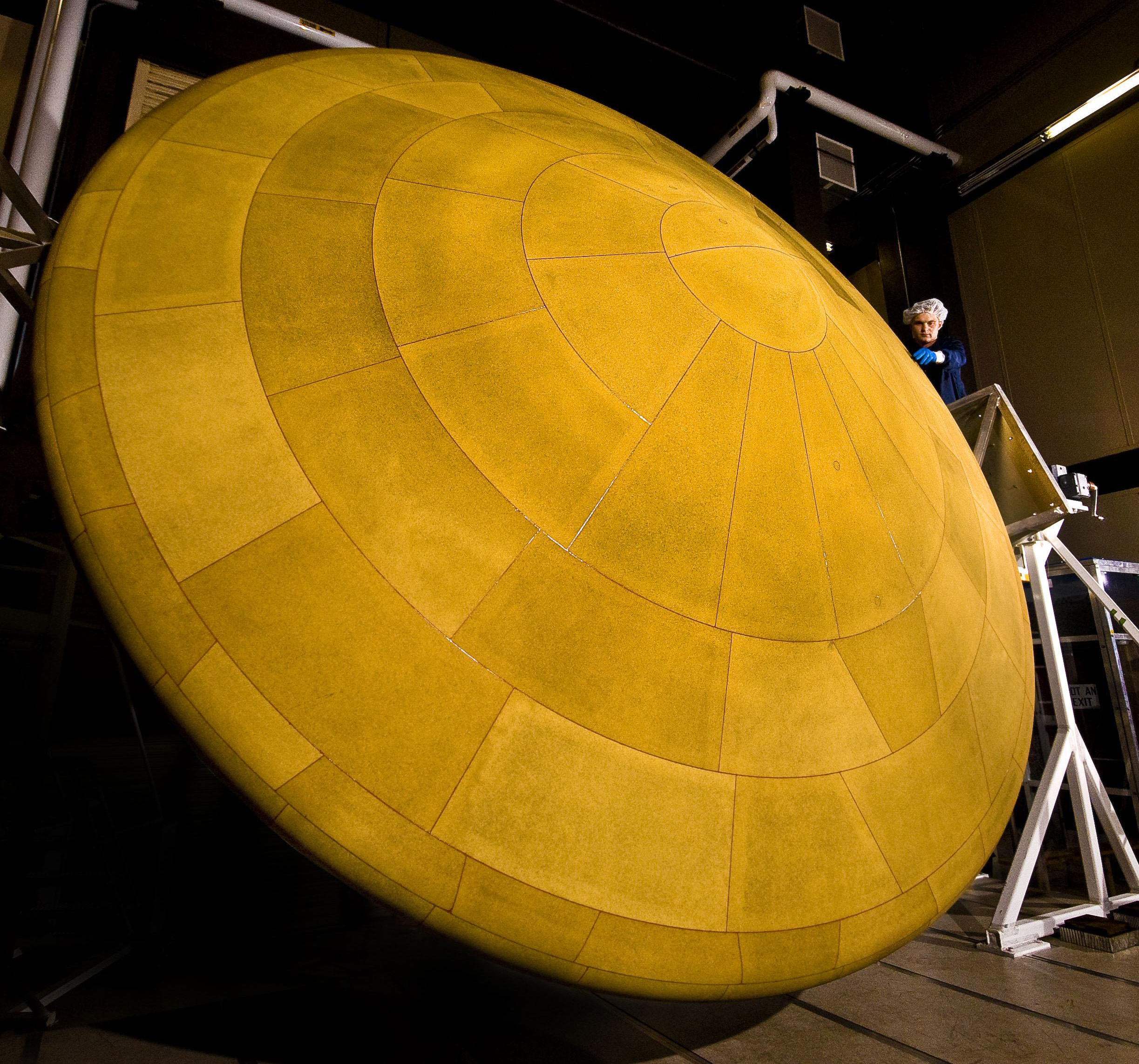
A 4,5 m átmérőjű hőpajzs

A korábbi űrszondáknál sokkal nagyobb súly (900 kilogramm) nem tette valószínűvé, hogy a korábbiakban alkalmazott, légzsákokra érkező, pattogó földetérés kivitelezhető lesz, ezért új módszerre volt szükség. A mérnökök a földi teherszállító helikoptereknél bevált módszert alkalmazták: készítettek egy „égi darut” (ami megfelelt egy helikopternek azzal a különbséggel, hogy itt nem rotorok keltették a felhajtóerőt, hanem rakéták), amiről a rover 7,5 m hosszú, rugalmas kábeleken lógott, amiket egy pontban rögzítettek az „égi daruhoz”. De ez csak az utolsó fázishoz kellett.
Ezt megelőzően az űrhajó fékezésbe kezdett, hogy a hőpajzs a haladási irány szerint alulra kerüljön és lassíthassa a leszállóegységet. A hőpajzs a korábbiaknál nagyobb, 4,5 m átmérőjű volt. A leszállóegység a leszállás során végig apró fúvókákkal korrigálta a leszállási pályát, hogy a célterületen érhessen földet. A pálya hajlásszöge a talajhoz 15,5 fok volt.
Két perc alatt a hőpajzs több ezer fokra melegedett, a rover 15 g lassulást érzékelt. A szonda magassága ekkor 10 km volt, a sebessége 1700 km/h. Kinyílt Viking, Pathfinder és Mars Exploration Rover leszállásoknál bevált, de azoknál nagyobb felületű, 21,5 m átmérőjű, szuperszonikus ejtőernyő. Ezzel a szonda hamarosan 320 km/h-ra lassult, majd a hőpajzs levált.
A Mars Exploration Rover-nél 10%-kal nagyobb felületű ejtőernyő a Pathfinder-énél 40%-kal volt nagyobb felületű.
A leszállóegység fokozatosan 0,75 m/s sebességre lassult a nyolc fékezőrakéta alkalmazásával. A talaj fölött 23 m-rel a rover leeresztette magát rugalmas Vectran kábeleken egy elektromos kábellel együtt, ami a kommunikációt biztosította a rover és a leszállóegység között. Hat kis robbanópatron kinyitotta a rover hat kerekét, amik így a helyükre kerültek. A rover ekkor 7,5 m-es kábeleken lógott a leszállóegység alatt. Amikor a hat kerék leért a felszínre, a leszállóegység érzékelte a súly csökkenését, és elvágta a kábeleket, majd biztonságos távolságra repült és becsapódott a felszínbe.
A rover a légkörbe való belépés után 7 perccel puha leszállást hajtott végre a Mars felszínén.

### Első lépések a Marson
A leszállás utáni állapotában a rover nem volt képes sok mindent csinálni. A számítógépeinek memóriái csak azokat a programokat tudták tárolni, amik az odautazáshoz és a leszálláshoz kellettek. Négy napba telt, mire a Marson való tevékenységhez szükséges, 3,5 millió kódsorból álló programot feltöltötték, felülírva, azaz törölve a repüléshez és a leszálláshoz addig szükséges szoftvert.
A sikeres leszállás után a marsi adatgyűjtést megelőzően a Curiosity irányító csoportjának a mozgó tudományos laboratórium járművének hatásosságáról kellett meggyőződnie és két és fél héttel a leszállás után egy augusztus 23-i jelentés szerint a jármű a NASA-irányításnak megfelelően, sikeresen elvégzett egy-két kisebb, de lényeges feladatot: előre hajtott kb. öt métert, derékszögben elfordult és elhátrált egy rövid távolságra. Ebből azt következtették, hogy a jármű üzemképes és a laboratórium rövidesen munkába kezdhet.
Következő lépés: a laboratórium 2,1 méter hosszú, mintázó robotkarjának ellenőrzése volt. Ehhez a következők tartoznak: fúró, lapátka, spektrométer és fényképezőgép. Az ötcsuklós robotkar működésének elvét a NASA/JPL-Caltech egyik sematikus videója bemutatja. (12/09/06)
A Curiosity talajra érkezte után észrevették, hogy a szonda REMS (szélsebességet és szélirányt érzékelő) műszerének egyike  megsérült (valószínűleg egy felcsapódó kavics miatt). A műszert készítő spanyol tudósokat nem tájékoztatták kellő mértékben arról, hogy a leszállás során a műszereket védett állapotban kell tartani. A műszer hiánya kisebb kellemetlenségnek számít, mert a második jól működik.
Augusztus 19-én NASA irányítással a labor egyik műszere 8000 °C-os lézersugárral elpárologtatott egy közeli szikladarabot, amit három spektrométer analizált.

### A napi feladatok összeállítása és végrehajtása
A Spirit és Opportunity  szondáknál bevált módszer szerint a rover feladatait minden nap előtt gondosan megtervezik. Az egyes műszerekkel foglalkozó csoportokból kiválasztott egy-egy főből Science Operations Working Group csoportot alakítottak, aminek feladata az, hogy a másnapi tudományos célokat meghatározza. Szűk keresztmetszetnek számít a rendelkezésre álló 110 watt energia, illetve a számítógép adattárolási kapacitása. Amikor a tevékenységek céljait meghatározták, azokat elemi, végrehajtható lépésekre kell bontani. Az összeállításra naponta 5-6 óra állt rendelkezésre, aminek a marsi éjfélig el kellett készülnie, hogy feltölthető legyen a rover memóriájába. A végrehajtás előtt a műveleteket számítógépes szimulációval ellenőrizték.
A rover csak a marsi nappal idején képes mozogni, éjszaka csökkentett energiájú, alvó állapotba tér, amiből reggel ébred. A reggeli ébredés után egy „vételre kész” jelet küld a Föld felé, miután ellenőrizte saját berendezései működését.
A feladatokat kódolt formában a Deep Space Network antennái egyikén töltik fel a roverbe. A jelek a világűrön át a Mars és a Föld kölcsönös helyzetétől függően 13-20 perc alatt érnek el a roverig. Az áttöltés több órát vesz igénybe. A rover egyetlen „vétel rendben” jelzést küld vissza az X-sávban, ha rendben vette az adást, majd kikapcsolja az adóját, hogy energiát spóroljon.
Ezután önállóan végrehajtja az aznapi feladatit, és késő délután, amikor az egyik orbiter elrepül felette, az összegyűjti a Curiosity által küldött adatokat és továbbítja a Föld felé.
Egyes napokon (sol) a rover egyáltalán nem mozgott, helyette az akkumulátorait töltötte, hogy a következő nap feladatait végre tudja hajtani. Más napokon egy adott helyszínt kellett elérnie, ami legfeljebb 120 m távolságra volt. A rover irányítóinak figyelniük kellett rá, hogy a tervezett útvonalon ne legyen 15 foknál nagyobb emelkedés vagy lejtés, és sziklák vagy mélyedések. Ehhez a munkához a Curiosity saját fényképfelvételeit használták, amiket két kamerával vettek fel, így térhatásúak voltak. Időnként a rovert egy kisebb emelkedőre küldték fel, hogy a következő útszakaszra nagyobb rálátásuk legyen. A tervezéshez a Mars Reconnaissance Orbiter  felvételeit is felhasználták.
Mivel lehetetlen lenne minden lehetséges veszélyt előre látni vagy a Földről észrevenni, ezért a rover a mesterséges intelligencia, a gépi látás, és robotika alkalmazásával megfigyeli az előtte álló rövidebb útszakaszt, rövid időre megáll, felvételeket készít, majd megállapítja, hogy vannak-e előtte elkerülendő akadályok (például nagy méretű szikla). Ha az útvonal „tiszta”, akkor továbbhalad és újból felderíti a továbbhaladás lehetőségét. Ha akadályt talált, azt megjegyzi, így nem fordulhat elő, hogy körbe-körbe keringjen, ha a tervezett irányban nem tud továbbmenni.

### Halad a robot-autó Glenelg célja felé
Szeptember 4-én a Mars mozgó tudományos laboratórium elindult keleti irányban, elsődleges célja a leszállási pontjától kb. 400 m-re fekvő Glenelg-nek elnevezett terület elérése. A SAM (Sample Analyser Mars - „marsi mintaanalizáló készülék”) működésbe lépett és a kutatócsoport szeptember 6-án megkezdte az adatok kiértékelését.
Szeptember végére a NASA két fontos eseményről számolt be. Ezek egyike egy kiszáradt patak medrének felfedezése volt, amiről sima kavicsok és kisebb kövek jelenléte tanúskodik. Az ábrák egyike a marsi meder képét a Földön található terep képével hasonlítja össze.
A másik esemény az volt, hogy Curiosity befejezte a fent említett szikladarabból vett minta elemzését, bár az eredményt eddig még nem hozták nyilvánosságra.
A jármű a leszállási helyétől kb. 50 méter távolságot tett meg a Glenelg terület irányában. Ezt a tervezőcsoport a változatos geológiája miatt (három tereptípus találkozópontja) választotta a robot első fontosabb állomásának.
A francia tudományos online újság, a „MaxiSciences” cikke idézi a NASA „Mars Tudományos Laboratórium” (angolul Mars Science Laboratory) közleményét, amely jelentése szerint kb. három héttel ezelőtt a Mars Tudományos Laboratórium figyelmét a talajról, ill. szikla darabokról az atmoszféra elemzésére terelték és 2012. november 8-án nyilvánosságra hozták a vizsgálatok eredményeit. A talált jelek megerősítették, hogy a Mars atmoszférájának összetétele az idők folyamán lényegesen megváltozott. Az elemzés szerint az atmoszféra jelenlegi összetétele térfogat %-ban kifejezve a következő:
CO2=95,9
Ar=2
N2=1,9
O2=0,14 és
CO=0,06
Mars a fejlődése során elvesztette atmoszférája jó részét és egyes elemek könnyebb izotópjait is a nehezebbek előnyére.
Sam Grotzinger, a kiküldetés irányítója egy november 21-i sajtóértekezleten kijelentette, hogy egy nagy jelentőségű felfedezésről fognak beszámolni rövidesen az American Geophysical Union (Amerikai Fizikai Egyesület) december 3-7. között San Franciscóban tartandó ülésén. Ez a beszámoló azonban minden indoklás nélkül elmaradt, aminek okát nem tudjuk.
A NASA jelentések lapjai között találhatjuk a Mars talaj analízisének részletes eredményeit három forrást összehasonlítva (2012 december).

### A Sol 200 anomália
A Marson töltött 200. napon a rover „dupla bites hibák”-ra vonatkozó figyelmeztető üzeneteket küldött, ami azt jelentette, hogy a flash-memória egy része meghibásodott. Kiderült az is, hogy a rover nem került éjszaka alvó állapotba, illetve a reggel esedékes feladatok egy részét nem hajtotta végre. Normál működés esetén, ha a számítógép meghibásodik, a szoftver leállítja azt, és átáll a tartalék számítógépre. Azonban ez nem történt meg.

### A metán sikertelen keresése
A korábbi információkat a metán jelenlétéről a Marson 2013-ban megcáfolták a szonda mérései alapján. A metán jelenléte fontos lett volna, mert az élet lehetőségére is utalhatott volna, bár metán keletkezhet nem csak biológiai úton, hanem geológiai folyamatok során, meteorok légkörbe jutásakor, vagy UV-sugárzás hatására. A metán hiánya nem jelenti az élet lehetőségének kizárását, mivel a Földön több mikróba ismert, amik nem állítanak elő metánt. A Curiosity 2012 októberétől 2013 júniusáig hat alkalommal vett mintát a Mars légköréből és egyik esetben sem mutatott ki metánt a Tunable Laser Spectrometer nevű műszerével (=hangolható lézerspektrométer), még nyomokban sem. A mérések alapján a Mars légkörében a metán mennyisége kevesebb mint 0,0013 ppm. Ez a korábbi becsléseknek körülbelül az 1/6-a. Ismereteink szerint nincs mód arra, hogy az esetleg légkörben lévő metán gyorsan lebomoljon, ehhez legalább több száz év szükséges. A Curiosity műszerének érzékenysége alapján a Mars légkörébe kerülő metán mennyisége legfeljebb évi 10-20 tonna lehet (a Föld légkörébe körülbelül 50 milliószor ennyi metán jut).

### Az élethez szükséges feltételek egykori fennállásának bizonyítása
2013-ban a NASA bejelentette, hogy a rover igazolta mindazon elemek egykori jelenlétét a bolygón, amik az élet létrejöttéhez szükségesek lehettek. Ezek: nitrogén, oxigén, foszfor és szén. Ez nem jelenti azt, hogy a Marson létezett élet, csak azt, hogy ennek feltételei egykor fennálltak. 

### A robot a Mount Sharp hegyen
A NASA 2014. szeptember 17-i jelentése szerint az egyenes út meredeksége, és a robot futóművének meghibásodása okozta kis kerülővel, de két év eltelte után a Curiosity robot elérte rendeltetési helyét az 5500 méter magas Mount Sharp hegyen, a Gale kráter közepén. Odáig összesen csaknem kilenc kilométer távolságot tett meg.
A bolygó körüli keringés alatt felvett fényképeket tanulmányozva vették észre, hogy a Gale kráterben található Mount Sharp réteges felépítésű. A képek azt is mutatták, hogy egy érdekes átmenet van a Mount Sharp alsóbb rétegei és az e melletti kráterfelület között. Ez vezetett ezen rendeltetési hely megválasztásához. Így a talaj, valamint a rétegek megmintázása volt a következő feladat. A talaj évezredek alatt ülepedett számos szedimentációs rétegének analízise a Mars múltjára vethet fényt.

### Megtett távolság
A rover Sol 1993-ig 18,4 km távolságot tett meg a Mars felszínén.
A 2654. marsi napig (2020. január 24-ig), amit a rover a Marson töltött, 21,8 km távolságot tett meg.

### Magyar oldalak
- Horvai, Ferenc: Kiválasztották a Mars Science Laboratory műszereit. Űrvilág.hu, 2005. február 9. (Hozzáférés: 2008. október 12.)
- ↑ Létezhetett élet a Marson, 2013:  Létezhetett élet a Marson – index.hu, 2013. március 12.

### Külföldi oldalak
- A Mars Science Laboratory hivatalos lapja a NASA weboldalán
- A NASA animációs filmje a robot tervezett működéséről
- A Curiosity építését időnként élőben közvetítő webkamera
- ↑ Rover Finds Conditions, 2013:  NASA Rover Finds Conditions Once Suited for Ancient Life on Mars – A NASA bejelentése az élethez szükséges elemek megtalálásáról, jpl.nasa.gov, 2013. március 12. (angol)
- Rob Manning, William L. Simon: Mars Rover Curiosity - An Inside Account from Curiosity's Chief Engineer, 2014, Smithsonian Books, Washington DC, ISBN 978-1-58834-474-8